# 三裂叶豇豆
三裂叶豇豆（学名：Vigna trilobata）为豆科豇豆屬下的一个种。